# Іван Мансія
Іван Мансія (ісп. Iván Mancía, нар. 19 грудня 1992, Апопа, Сальвадор) — сальвадорський футболіст, захисник національної збірної Сальвадору та клубу «Альянса».

## Клубна кар'єра
У дорослому футболі дебютував 2011 року виступами за команду клубу «Санта-Текла», де грав до 2017 року.
2017 року перейшов до складу клубу «Альянса».

## Виступи за збірну
2015 року дебютував в офіційних матчах у складі національної збірної Сальвадору.
У складі збірної був учасником розіграшу Золотого кубка КОНКАКАФ 2017 року в США.